# Liste der Einträge im National Register of Historic Places in Marlborough (Massachusetts)

Lage des Middlesex County in Massachusetts

Die Liste der Einträge im National Register of Historic Places in Marlborough in Massachusetts führt alle Bauwerke, National Historic Landmarks und Historic Districts in Marlborough auf, die in das National Register of Historic Places aufgenommen wurden.
Die vorliegende Liste wurde aufgrund der Vielzahl an Einträgen in Marlborough ausgelagert und ist integraler Bestandteil der Liste der Einträge im National Register of Historic Places im Middlesex County.

## Legende
| NRHP | Historic Place    |
| HD   | Historic District |

## Aktuelle Einträge
| [ 2 ] | Name                                         | Bild                                         | Eintragsdatum                 | Lage                                                                            | Ort         | Beschreibung                          |
| ----- | -------------------------------------------- | -------------------------------------------- | ----------------------------- | ------------------------------------------------------------------------------- | ----------- | ------------------------------------- |
| 1     | Brigham Cemetery                             | Brigham Cemetery                             | 10. Sep. 2004 ID-Nr. 04000933 | 42° 20′ 30,1″ N, 71° 33′ 36″ W                                                  | Marlborough |                                       |
| 2     | John Cotting House                           | John Cotting House                           | 16. Aug. 1984 ID-Nr. 84002556 | 74 Main St. 42° 20′ 48,8″ N, 71° 32′ 46″ W                                      | Marlborough |                                       |
| 3     | Dennison Manufacturing Co. Paper Box Factory | Dennison Manufacturing Co. Paper Box Factory | 19. Nov. 2008 ID-Nr. 08001070 | 175 Maple St. 42° 20′ 29″ N, 71° 32′ 35,9″ W                                    | Marlborough |                                       |
| 4     | Maplewood Cemetery                           | Maplewood Cemetery                           | 29. Sep. 2004 ID-Nr. 04001082 | Pleasant St. 42° 21′ 13″ N, 71° 33′ 49″ W                                       | Marlborough |                                       |
| 5     | Marlborough Brook Filter Beds                | Marlborough Brook Filter Beds                | 18. Jan. 1990 ID-Nr. 89002286 | Framingham Rd. 42° 19′ 46,9″ N, 71° 32′ 8,9″ W                                  | Marlborough | Erstreckt sich bis nach Southborough. |
| 6     | Marlborough Center Historic District         | Marlborough Center Historic District         | 19. Aug. 1998 ID-Nr. 98000992 | 42° 20′ 52,1″ N, 71° 32′ 58,9″ W                                                | Marlborough |                                       |
| 7     | Pleasant Street Historic District            | Pleasant Street Historic District            | 27. Sep. 2001 ID-Nr. 01001061 | 187-235 Pleasant St. 42° 20′ 58,9″ N, 71° 33′ 49″ W                             | Marlborough |                                       |
| 8     | Capt. Peter Rice House                       | Capt. Peter Rice House                       | 9. Apr. 1980 ID-Nr. 80000641  | 377 Elm St. 42° 20′ 51″ N, 71° 34′ 30″ W                                        | Marlborough |                                       |
| 9     | Robin Hill Cemetery                          | Robin Hill Cemetery                          | 29. Sep. 2004 ID-Nr. 04001083 | Donald Lynch Blvd. 42° 21′ 51,8″ N, 71° 35′ 42″ W                               | Marlborough |                                       |
| 10    | Rocklawn Cemetery                            | Rocklawn Cemetery                            | 6. Okt. 2004 ID-Nr. 04001115  | Stevens St. 42° 21′ 10,1″ N, 71° 32′ 26,9″ W                                    | Marlborough |                                       |
| 11    | Spring Hill Cemetery                         | Spring Hill Cemetery                         | 6. Okt. 2004 ID-Nr. 04001114  | High und Brown Sts. 42° 20′ 52,8″ N, 71° 32′ 34,4″ W                            | Marlborough |                                       |
| 12    | Temple Building                              | Temple Building                              | 10. März 1983 ID-Nr. 83000830 | 149 Main St. 42° 20′ 48,8″ N, 71° 32′ 56″ W                                     | Marlborough |                                       |
| 13    | Wachusett Aqueduct Linear District           | weitere Bilder                               | 18. Jan. 1990 ID-Nr. 89002276 | Vom Wachusett Reservoir bis zum Sudbury Reservoir 42° 20′ 1″ N, 71° 35′ 26,9″ W | Marlborough |                                       |
| 14    | Warren Block                                 | Warren Block                                 | 10. März 1983 ID-Nr. 83000836 | 155 Main St. 42° 20′ 48,8″ N, 71° 32′ 56″ W                                     | Marlborough |                                       |
| 15    | Weeks Cemetery                               | Weeks Cemetery                               | 10. Sep. 2004 ID-Nr. 04000934 | Ecke Sudbury St. / Concord Rd. 42° 22′ 23,2″ N, 71° 29′ 53,2″ W                 | Marlborough |                                       |
| 16    | West Main Street Historic District           | West Main Street Historic District           | 8. Nov. 2001 ID-Nr. 01001215  | West Main, Pleasant, Winthrop und Witherbee Sts. 42° 20′ 39,1″ N, 71° 33′ 27″ W | Marlborough |                                       |
| 17    | Wilson Cemetery                              |                                              | 10. Sep. 2004 ID-Nr. 04000958 | Wilson St. 42° 21′ 9″ N, 71° 30′ 29,2″ W                                        | Marlborough |                                       |